# Tonga uralkodóinak listája
Tonga csendes-óceáni szigetország, dinasztiája legszűkebb számítás szerint is ~ 1600 óta uralkodik a szigeten. A 19. században, az európaiak megérkezésekor szerveződött nemzetközileg elismert királysággá, mely mindmáig fennáll (Tonga volt az egyetlen állam a környéken, amely nem került gyarmati közigazgatás alá.
| Uralkodó                                                                                              | Uralkodott | Megjegyzés                              |
| --- | ---------- | --------------------------------------- |
| I. Tupou György (tongaiul: Siaosi Tupou I, angolul: George Tupou I)                                   | 1875–1893  | Egyesítette Tongát.                     |
| II. Tupou György (tongaiul: Siaosi Tupou II, angolul: George Tupou II)                                | 1893–1918  | I. Tupou György dédunokája.             |
| III. Tupou Salote (tongaiul: Sālote Tupou III, angolul: Salote (Charlotte) Tupou III)                 | 1918–1965  | II. Tupou György lánya.                 |
| IV. Tupou Taufaʻahau (tongaiul: Tāufaʻāhau Tupou IV, angolul: Taufaʻahau Tupou IV)                    | 1965–2006  | III. Tupou Salote fia.                  |
| V. Tupou György (tongaiul: Siaosi Tupou V, angolul: George Tupou V)                                   | 2006–2012  | IV. Tupou Taufaʻahau elsőszülött fia.   |
| VI. Tupou tongai király (eredetileg, tongaiul és angolul: ʻAhoʻeitu ʻUnuakiʻotonga Tukuʻaho Tupou VI) | 2012–      | IV. Tupou Taufaʻahau harmadszülött fia. |

## Külső hivatkozások
- Christopher Buyers: The Royal Ark/Tonga (Hozzáférés: 2014. december 15.)